# Köllnisches Rathaus

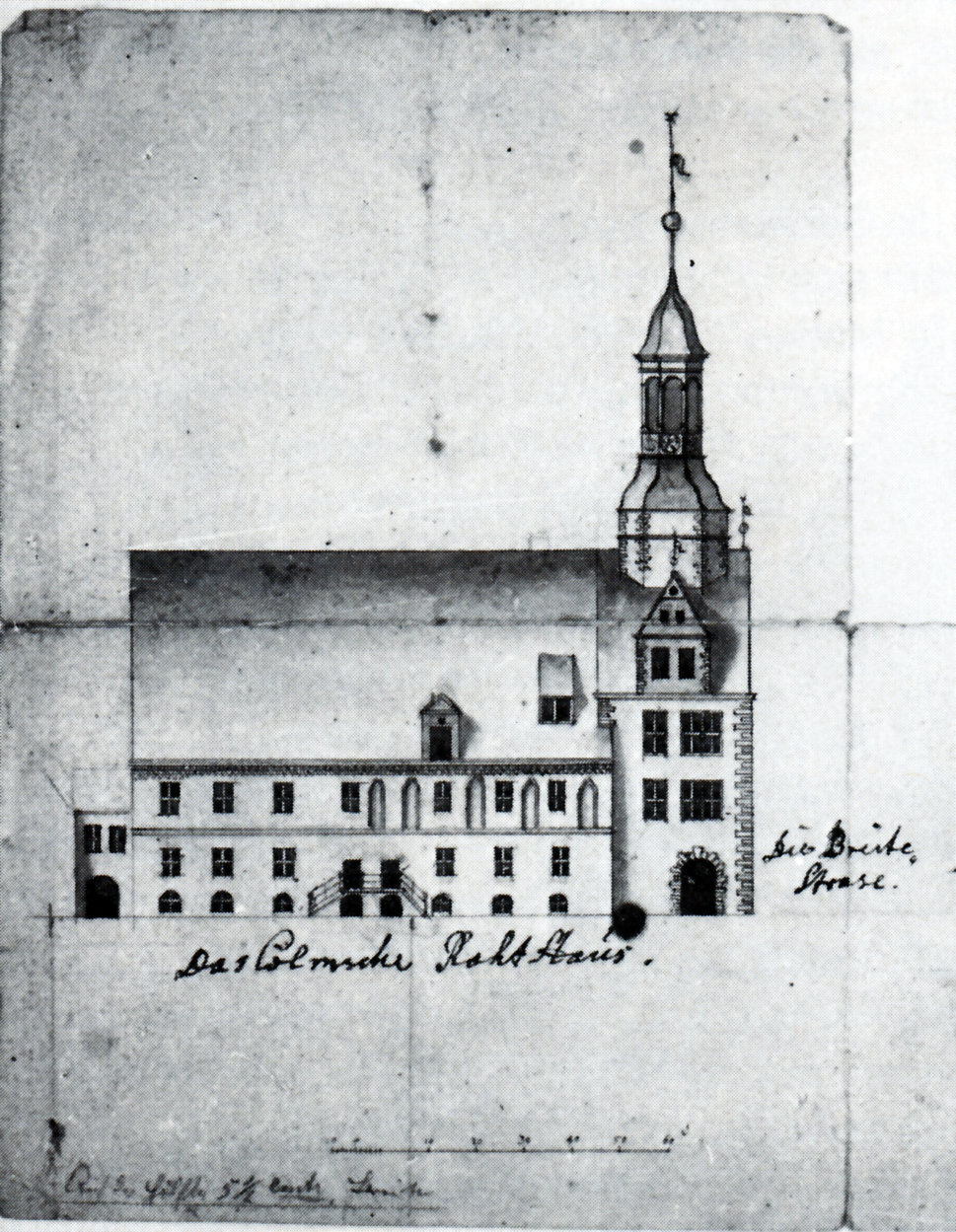
Der ursprüngliche Entwurf des Rathauses von Martin Grünberg – mit Turm und einfachem Satteldach

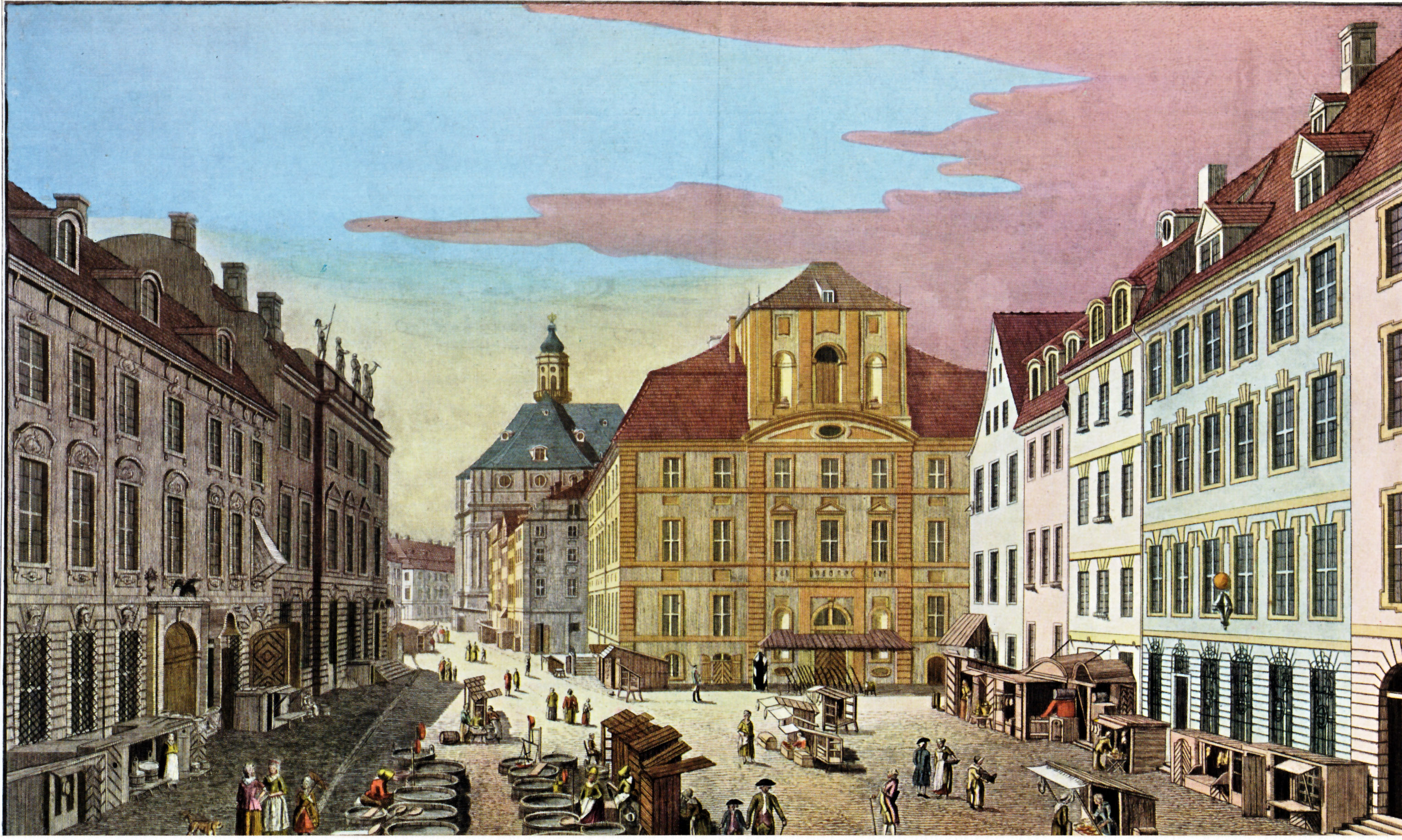
Das Köllnische Rathaus 1784 mit Mansarddach und Turmstumpf
Gouache von Johann Georg Rosenberg

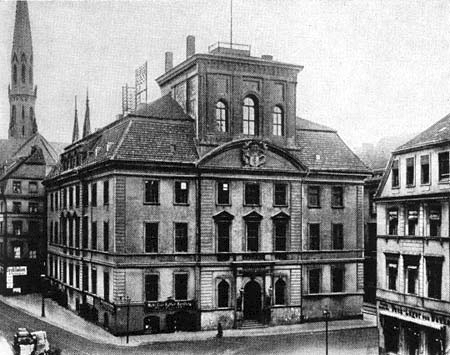
Köllnisches Rathaus, um 1880

Das Gebäude des Köllnischen Rathauses war – als Sitz der Stadtverordnetenversammlung der 1709 fusionierten Städte Kölln und Berlin gebaut – von 1723 bis 1900 Teil der städtischen Verwaltung der Stadt Berlin.

## Lage und Umgebung
Das Areal des ehemaligen Köllnischen Rathauses liegt an der heutigen Straßenecke Breite Straße und Gertraudenstraße. Die Hauptfassade des Gebäudes war auf den (heute nicht mehr existierenden) Köllnischen Fischmarkt gerichtet, heute gehört dieser zur Rampe der Mühlendammbrücke.

## Geschichte
Wo sich das ursprüngliche Rathaus der im 12. Jahrhundert entstandenen Stadt Kölln befand, ist ungeklärt. Historiker und Archäologen vermuten einen Standort in der Nähe des Petriplatzes, wahrscheinlich sogar an gleichem Ort wie das Köllnische Rathaus der Barockzeit. Jedoch sind hierfür auch bei den Grabungen im Jahr 2010 keine verlässlichen Belege gefunden worden, lediglich von „Renovierungen“ des Rathauses ist 1580 und 1583 in frühneuzeitlichen Dokumenten die Rede, 1612 von einem Neubau nach teilweisem Einsturz.
Nach der Vereinigung der Städte Berlin und Kölln (sowie dem Friedrichswerder, der Dorotheen- und Friedrichstadt) zur Haupt und Residenzstadt Berlin im Jahr 1709 befahl König Friedrich I. die Errichtung eines neuen Rathauses am Köllnischen Fischmarkt. Die Räume des Berliner Alten Rathauses waren für die Aufnahme der Verwaltung zu klein geworden, deshalb sollte das neue Rathaus als Sitz der Stadtverordneten entstehen. Den Entwurf fertigte Hofbaumeister Martin Grünberg, bei seinem Entwurf soll er das Amsterdamer Rathaus im Sinn gehabt haben.
Der Tod Friedrich I. und der Regierungsantritt des als (mit Ausnahme der Militärausgaben) extrem sparsam bekannten Friedrich Wilhelm I. im 1713 (dem Soldatenkönig) stellte das gesamte Projekt in Frage. Zwar wurde der Bau zu Ende geführt, der ursprünglich von Grünberg geplante Turm jedoch eingespart, genauso wie eine stattliche Freitreppe vor dem Hauptportal aus Kostengründen gestrichen wurde.
Auch tagte die Stadtverordnetenversammlung nach der Fertigstellung des verkümmerten Baus 1723 nicht in Kölln, sondern bis 1822 weiterhin im Berliner Alten Rathaus; allerdings auch nur bis zur Errichtung des Roten Rathauses (1860–1869) von Hermann Friedrich Waesemann. Nach dem Brand der Petrikirche im Jahr 1730, der auch eine Reihe umliegender Gebäude zerstörte, wurde der Lehrbetrieb des stark beschädigten Köllnischen Gymnasiums provisorisch im Köllnischen Rathaus untergebracht, das Provisorium dauerte bis 1868. Bis zu seinem endgültigen Abbruch im Jahr 1899/1900, der mit notwendigen Straßenverbreiterungen begründet wurde, residierte im Rathausgebäude am Köllnischen Fischmarkt das Märkische Museum.

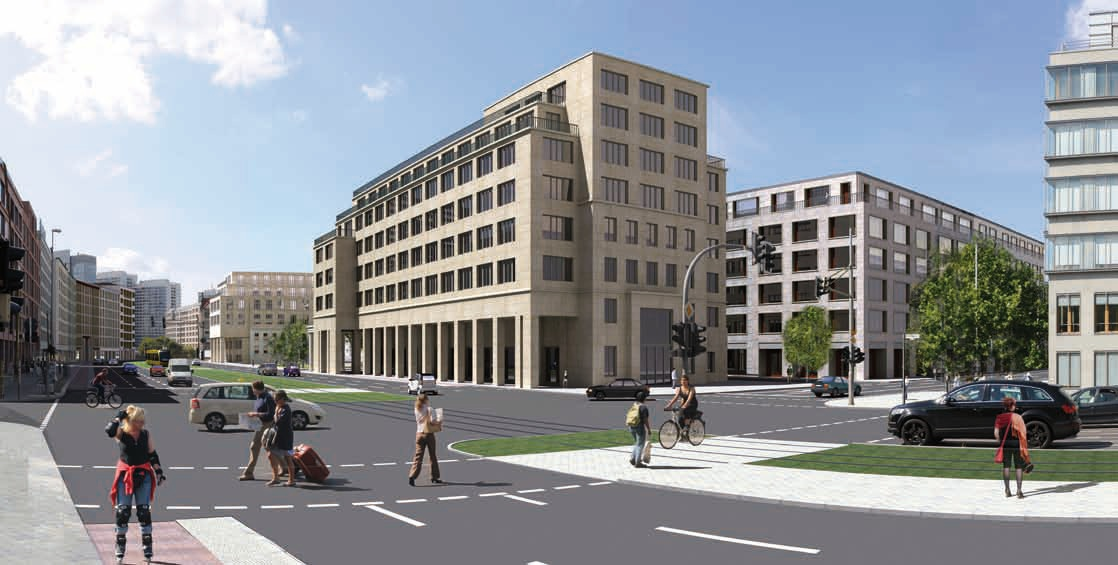
Der Testentwurf im Auftrag der Senatsverwaltung für Stadtentwicklung (Philipp Eder)

Nach dem Abbruch des Rathauses wurde auf dem Grundstück im Zuge der Tertiärisierung des Stadtkernes 1910 ein Geschäftshaus errichtet. Der gegenüberliegende Block war schon im Laufe des ausgehenden 19. Jahrhunderts von Kaufhausbauten überformt. Das Gebäude wurde im Zweiten Weltkrieg stark beschädigt und in den 1950er Jahren endgültig abgebrochen, auch um die neue Verkehrsachse Grunerstraße – Leipziger Straße anzulegen und zu verbreitern.
Das 1999 vom Berliner Senat beschlossene Planwerk Innenstadt sah eine kritische Rekonstruktion des Cöllnischen Rathauses vor. Seine Kubatur soll nachempfunden werden. Die Planer halten auch sechs Geschosse für verträglich (im Turmstummel acht). An der Seite zum Petriplatz soll dabei die Köllnische Ratswaage auf den bei archäologischen Grabungen wiedergefundenen Fundamenten rekonstruiert oder nachempfunden werden.

## Aktuelle Bebauung
Das Areal des Rathauses, das ein Bodendenkmal darstellt, wurde im Jahr 2011 zur Baustelleneinrichtung der Abbruchmaßnahmen für das Bauministerium der DDR in der Scharrenstraße genutzt. Im Sommer 2011 wurde der Bebauungsplans I-218 vom Abgeordnetenhaus von Berlin beschlossen. Das Areal ist 2012 vom Land Berlin an die Firma Hochtief veräußert worden, die ein Wettbewerbsverfahren für die Errichtung eines Geschäftshauses ausschrieb, das im Februar 2013 das Architekturbüro Ortner und Ortner (Berlin/Wien) gewann. Das geplante Hotel wurde im Mai 2017 fertiggestellt.